# Jogos da Lusofonia de 2006
Os I Jogos da Lusofonia (Macau 2006) foram a edição inaugural dos Jogos da Lusofonia e foram realizados em Macau, China, de 7 a 15 de outubro de 2006. Estes jogos receberam mais de 700 atletas (entre eles a campeã olímpica portuguesa Fernanda Ribeiro), que disputaram eventos de oito modalidades. Entre os locais de competição, está o Estádio de Macau, que sediou a Cerimônia de Abertura, o futebol e o atletismo com capacidade para receber 16 mil pessoas. O evento foi organizado pela Associação dos Comités Olímpicos de Língua Oficial Portuguesa (ACOLOP) e os custos para a realização foram de 167 milhões de patacas macaenses.
O lema dos Jogos foi "Quatro continentes, uma língua, unidos pelo esporte". O mascote foi um cachorro, signo do horóscopo chinês, chamado Leo. O nome "Leo" foi escolhido porque tem pronúncia semelhante em português e mandarim e, em cantonês, se parece com a frase "Bem-vindo a Macau".
12 países e territórios foram convidados para o evento, no entanto, a Guiné Equatorial (que havia confirmado a presença de 23 atletas) cancelou a participação. A maior delegação foi a do anfitrião Macau, com 155 atletas, seguida pela de Portugal (140). O Brasil foi o campeão geral dos Jogos, com 29 medalhas de ouro.
O ponto alto dos Jogos foi a vitória do Brasil contra o Timor Leste por 76 a 0, em partida válida pela quarta rodada do torneio de futsal. Tal partida foi considerada um marco para a história do futsal.

## Países e territórios participantes

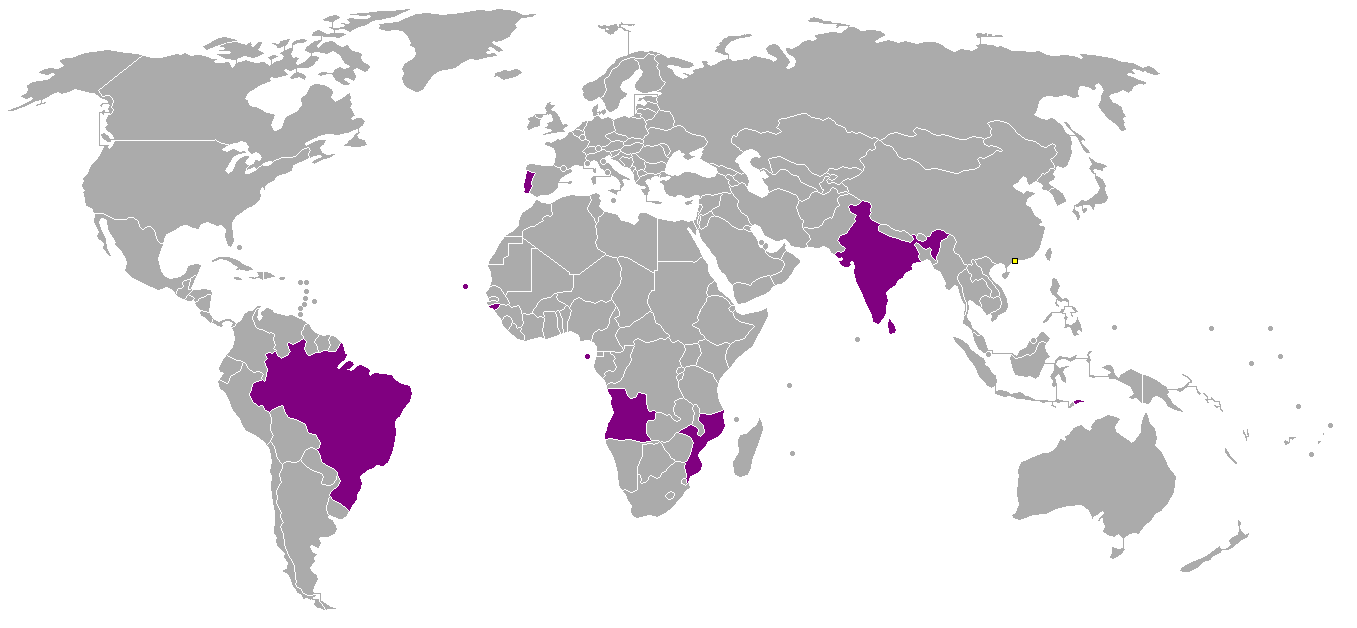
Países participantes dos I Jogos da Lusofonia.

Membros plenos da ACOLOP
- Angola[2]
- Brasil[2]
- Cabo Verde[2]
- Guiné-Bissau[2]
- Macau[2]
- Moçambique[2]
- Portugal[2]
- São Tomé e Príncipe[2]
- Timor-Leste[2]

Membros associados da ACOLOP
- Goa (Índia)[2]
- Sri Lanka[2]

Desistiram de participar
- Guiné Equatorial[2]

## Modalidades
- Atletismo[2]
- Basquetebol[2]
- Futebol[2]
- Futsal[2]
- Taekwondo[2]
- Tênis de mesa[2]
- Voleibol[2]
- Voleibol de praia[2]

## Delegações
Mais de 700 atletas participaram dos jogos.
| Nações              | Nº de atletas | Homens | Homens | Homens | Homens | Homens | Homens | Homens | Homens | Mulheres | Mulheres | Mulheres | Mulheres | Mulheres |  |   |
| ------------------- | ------------- | ------ | ------ | ------ | ------ | ------ | ------ | ------ | ------ | -------- | -------- | -------- | -------- | -------- |  | - |
| Nações              | Nº de atletas | Angola | 58     | •      | •      | •      | •      | •      |        |          | •        | •        |          |          |  | • |
| Brasil              | 77            | •      |        |        | •      | •      | •      |        | •      | •        |          | •        |          | •        |  |   |
| Cabo Verde          | 54            | •      | •      | •      |        | •      |        |        | •      | •        | •        |          |          | •        |  |   |
| Guiné-Bissau        | 39            | •      | •      | •      |        |        |        |        | •      | •        |          |          |          | •        |  |   |
| Macau               | 155           | •      | •      | •      | •      | •      | •      | •      | •      | •        | •        | •        | •        | •        |  |   |
| Moçambique          | 46            | •      |        | •      |        |        |        |        |        | •        | •        |          |          | •        |  |   |
| Portugal            | 140           | •      | •      | •      | •      | •      | •      | •      | •      | •        | •        | •        | •        | •        |  |   |
| São Tomé e Príncipe | 32            | •      |        | •      |        | •      |        |        | •      | •        |          |          |          |          |  |   |
| Timor-Leste         | 101           | •      | •      | •      | •      | •      | •      |        | •      | •        |          | •        | •        |          |  |   |
| Índia               | 42            |        |        | •      |        | •      | •      | •      | •      | •        |          |          |          | •        |  |   |
| Sri Lanka           | 12            | •      |        |        |        |        |        |        | •      | •        |          |          |          |          |  |   |

## Quadro de medalhas
| Ordem | País                | Medalha de ouro | Medalha de prata | Medalha de bronze | Total |
| ----- | ------------------- | --------------- | ---------------- | ----------------- | ----- |
| 1     | Brasil              | 29              | 19               | 9                 | 57    |
| 2     | Portugal            | 12              | 18               | 21                | 51    |
| 3     | Sri Lanka           | 3               | 2                | 1                 | 6     |
| 4     | Moçambique          | 3               | 0                | 3                 | 6     |
| 5     | Cabo Verde          | 1               | 1                | 4                 | 6     |
| 6     | Macau               | 0               | 3                | 11                | 14    |
| 7     | Angola              | 0               | 3                | 2                 | 5     |
| 8     | Goa (Índia)         | 0               | 1                | 2                 | 3     |
| 8     | São Tomé e Príncipe | 0               | 1                | 2                 | 3     |
| 10    | Guiné-Bissau        | 0               | 0                | 1                 | 1     |
| 10    | Timor-Leste         | 0               | 0                | 1                 | 1     |

## Sedes
- Pavilhão Polidesportivo do IPM
- Pavilhão Polidesportivo Tap Seac
- Pavilhão Desportivo do Estádio de Macau
- Estádio Campo Desportivo (Estádio de Macau)
- Campo Desportivo e Pavilhão da UCTM
- Nave Desportiva dos Jogos da Ásia Oriental de Macau
- Academia de Ténis